# 広島大学の人物一覧
広島大学の人物一覧（ひろしまだいがくのじんぶついちらん）は、広島大学、広島文理科大学に関係する人物の一覧記事。

## 概要
前身の広島高等師範学校の出身者については広島高等師範学校#著名な出身者を、前身の広島高等学校の出身者については広島高等学校#著名な出身者・教員を、前身の広島高等工業学校・広島工業専門学校の出身者については、広島高等工業学校#著名な卒業者をそれぞれ参照。

## 広島大学の教員

### 現教員
- 今田良信 - 言語学。文学研究科教授
- 植田康成 - 言語学。文学研究科教授
- 越智貢 - 倫理学。文学研究科教授
- 片木晴彦 - 法務研究科教授、弁護士
- 篠田英朗 - 平和構築。広島大学平和科学センター准教授。第3回大佛次郎論壇賞受賞。
- 関村誠 - 美学。
- 中村春作 - 日本史。広島大学教授
- 二川浩樹 - 歯学。広島大学医歯薬学総合研究科教授
- 西原大輔 - 比較文学。人間社会科学研究科教授、詩人
- 彦坂正道 - 大学院総合科学研究科特任教授。超高性能プラスチック開発。
- 牧野雅彦 - 社会科学研究科教授
- 三浦正幸 - 文学研究科教授（博士（工学））
- 長沼毅 - 生物圏科学研究科准教授
- 湯川勇人 - 社会科学研究科准教授
- 折橋洋介 - 人間社会科学研究科教授

### 元教員・名誉教授等
- 上里一郎 - 臨床心理学。広島大学名誉教授。広島国際大学前学長。元早稲田大学教授。日本臨床心理士資格認定協会常任理事、臨床心理士。
- 石井修 - 国際政治学。元広島大学教授。一橋大学名誉教授
- 大迫唯志 - 弁護士。元広島大学教授。日本弁護士連合会副会長、中国地方弁護士会連合会理事長（法学士（中央大学））。
- 大山梓 - 法学。元広島大学教授。元帝京大学教授（法学博士（慶應義塾大学））
- 奥山喜久夫 - 化学工学。広島大学名誉教授（元大学院工学研究科教授）。
- 片岡徳雄 - 幼児教育。広島大学名誉教授。日本子ども社会学会を設立。
- 河合伊六 - 心理学。広島大学名誉教授
- 河瀬正利 - 考古学。広島大学名誉教授。広島県教育委員会文化財保護主事、埋蔵文化財係長。
- 阪本昌成 - 憲法。元広島大学教授。元九州大学教授。立教大学教授
- 清水文雄 - 国文学。元広島大学教授、元比治山女子短期大学学長。
- 荘司雅子 - 教育学者。元広島大学教授。日本で女性初の文学博士号取得者。フレーベル研究。
- 新堀通也 - 教育社会学者。広島大学名誉教授。元武庫川女子大学教育研究所所長。
- 津下健哉 - 整形外科。広島大学名誉教授。
- 中川剛 - 憲法学者、行政法学者、行政学者、小説家。元広島大学教授。
- 中川淳 - 民法。広島大学名誉教授。元立命館大学教授。
- 長坂信夫 - 元歯学部長。元日本小児歯科学会理事長。元朝日大学学長
- 中原忠男 - 数学教育学。広島大学名誉教授、環太平洋大学次世代教育学部教授兼学長特別補佐。（教育学研究科。教育学博士）
- 難波平人 - 美術教育。広島大学名誉教授、洋画家。中国文化賞受賞。
- 沼本克明 - 日本語学。元広島大学教授。安田女子大学教授。金田一京助博士記念賞受賞。日本学士院賞受賞。（文学博士）
- 根平邦人 - 植物学者、進化学者。広島大学名誉教授。広島経済大学名誉教授。（理学博士）
- 早川正昭 - 作曲家、広島大学名誉教授、新ヴィヴァルディ合奏団常任指揮者
- 福岡捷二 - 河川工学、広島大学名誉教授、元国土交通省社会資本整備審議会会長
- 藤原与一 - 方言学。広島大学名誉教授
- 松田文子 - 認知心理学。広島大学名誉教授。福山大学教授。
- 水野康孝 - 作曲家、声楽家。元岡山大学教育学部長。
- 安田三郎 - 社会学者。広島大学名誉教授。元関西学院大学教授。（文学博士）
- 柳生亮三 - 原生動物学。（元比治山女子短期大学教授。理学博士）
- 弓削孟文 - 麻酔科。悪性高熱症研究。元医学部教授。（医学博士）
- 吉本均 - 教育学。広島大学名誉教授。元神戸女子大学教授。
- 武村重和 - 理科教育学。広島大学名誉教授
- 岩崎文人 - 日本近代文学。広島大学名誉教授
- 村上忠敬 - 天文学。広島大学名誉教授

## 主な出身者

### 政界
- 久保亘 - 副総理兼大蔵大臣、参議院議員
- 藤村修 - 内閣官房長官兼拉致問題担当大臣、衆議院議員
- 小泉顕雄 - 参議院議員
- 児玉健次 - 日本共産党国会対策副委員長、衆議院議員
- 高城憲夫 - 衆議院議員、枕崎市長
- 則武真一 - 衆議院議員
- 橋本博明 - 衆議院議員、安芸太田町長 (理学部卒)
- 大平喜信 - 衆議院議員
- 日下正喜 - 衆議院議員
- 岡田華子 - 衆議院議員
- 横山和夫 - 第26-30代横須賀市長
- 木島丘 - 広島市議会議長
- 岩佐義弘 - 阿南市長
- 篠﨑圭二 - 宇部市長 (経済学部卒)
- 佐藤信治 - 府中町長
- 松原繁樹- 串本町長
- 箕野博司 - 北広島町長
- 中川幹太 - 上越市長
- 石田芳生 - 高梁市市長
- 藤井律子 ｰ 周南市長 (医学部付属看護学校卒)
- 志喜屋孝信 - 沖縄諮詢会委員長、初代沖縄民政府知事、琉球大学初代学長
- ペンギラン・ユソフ - ブルネイ総理大臣
- ラクサナ・トリ・ハンドコ - インドネシア国家研究イノベーション庁長官、インドネシア科学研究所所長

### 実業界

#### 経営者
- 青山泰之 - 島根銀行頭取
- 飛鳥井雅昭 - ムービーテレビジョン元代表取締役[1]
- 荒木誠也 - アストモスエネルギー社長、日本LPガス団体協議会会長
- 尾崎英雄 - フジ・リテイリング会長兼CEO、日本チェーンストア協会副会長
- 深山英樹 - 広島ガス社長、日本商工会議所副会頭、広島商工会議所会頭
- 永吉一郎 - 神戸デジタル・ラボ創業者・社長
- 岡田智典 - 出光興産副社長、西部石油社長
- 芳野弘 - フェリカネットワークス社長
- 垣見吉彦 - サントリープロダクツ社長、サントリー食品インターナショナル副社長、サントリー生命科学財団理事長、日本プラントメンテナンス協会会長
- 加龍康郎 - ミシュラン・ライフスタイルのアジア統括責任者、兼日本代表
- 楠雄治 - 楽天証券社長、日本STO協会副会長
- 椋田昌夫 - 広島電鉄社長、日本民営鉄道協会副会長
- 竹林守 - マツダ会長、日本自動車工業会副会長、中国経済連合会副会長
- 内藤亨 - パラカ創業者・会長兼社長
- 畠賢一郎 - ジャパン・ティッシュエンジニアリング社長、再生医療イノベーションフォーラム会長、内閣総理大臣賞
- 松尾聰 - カルビー社長
- 世羅勝也 - 元関西ペイント社長
- 田村宏明 - 元フジタ社長
- 堀口勲 - 元中国放送社長
- 松山澄寛 - 九州フィナンシャルグループ会長、鹿児島銀行頭取
- 三部敏宏 - 本田技研工業社長兼CEO、日本自動車工業会副会長
- 南維三 - 元日立造船社長
- 山下良則 - リコー社長、経済同友会副代表幹事、ビジネス機械・情報システム産業協会会長
- 渡邊耕一 - Cygames社長
- 今中亘 - 中国新聞社社長

#### 技術者・発明家
- 榮藤稔 - 情報技術者、大阪大学教授、元NTTドコモ執行役員
- 後藤政志 - 原子炉技術者
- 篠田傳 - プラズマテレビ開発者、元富士通フェロー
- 伊藤修令 - 自動車技術者
- 小林茂 - ツールキットデザイナー

### 官僚・法曹
- 三貝哲 - 防衛省人事教育局長、元内閣府政策統括官
- 丸山秀治 - 出入国在留管理庁長官、元内閣官房内閣審議官
- 今田寛睦 - 元厚生労働省大臣官房技術総括審議官、元国立精神・神経センター精神保健研究所長
- 藤原康弘 - 医薬品医療機器総合機構理事長、元内閣官房医療イノベーション推進室次長
- 小久保孝雄 - 元高松高等裁判所長官、京都大学教授、広島大学顧問教授
- 金村敏彦 - 広島高等裁判所部総括判事、元山口地方裁判所長
- 前田恒彦 - 元大阪地方検察庁特捜部主任検事

### 研究者（他大学等）

#### 教育学
- 有本章 - 教育学。広島大学名誉教授。元日本教育社会学会会長
- 石橋犀水 - 書道家。書道教育家。元二松学舎大学教授。日本書道教育学会の設立者。正五位。（文学博士）
- 長井和雄 - 教育学。東京学芸大学名誉教授
- 砂沢喜代次 - 教育学者、北海道大学名誉教授
- 永井滋郎　ｰ 教育学、元鳴門教育大学教授
- 野地潤家 - 教育学。広島大学名誉教授、元鳴門教育大学学長
- 位藤紀美子 - 国語教育学。京都教育大学学長
- 今井康雄 - 教育学。東京大学名誉教授（教育学博士）
- 岩永健司 - 歴史教育学。元群馬大学教授
- 小笠原道雄 - 教育学。広島大学名誉教授、放送大学教授、広島県教育委員長、教育哲学会代表理事
- 小池直己 - 英語教育学。就実大学教授
- 片上宗二 - 社会科教育学。広島大学名誉教授、元全国社会科教育学会会長
- 庄井良信 - 臨床教育学。北海道教育大学教授、日本臨床教育学会会長。（教育学博士）
- 曻地三郎 - 教育学。しいのみ学園設立者。福岡教育大学名誉教授。ペスタロッチー教育賞受賞
- 高島英幸 - 英語教育学。東京外国語大学名誉教授（教育学博士）
- 鈴木幹雄 - 教育学。神戸大学名誉教授
- 二文字理明 - 教育学。大阪教育大学教授
- 藤江康彦 - 教育学。東京大学教授
- 藤川信夫 - 教育学、哲学。大阪大学教授
- 村井実 -  教育学、哲学。慶應義塾大学名誉教授、元教育哲学会会長
- 村山英雄 - 教育学。甲南女子大学名誉教授。元山口大学教授
- 溝上泰 - 教育学。元広島大学教授、元鳴門教育大学学長
- 山田雄一郎 -言語教育学。広島修道大学教授
- 別府昭郎 - 教育学。明治大学教授、元明治大学体育会サッカー部部長
- 佐々木みゆき - 言語教育学。早稲田大学教授
- 足立悦男 - 国語教育学。元島根大学副学長、元島根大学教育学部附属小学校長
- 上寺久雄 - 教育学。兵庫教育大学名誉教授、元岐阜聖徳学園大学学長
- 大槻和夫 - 国語教育学。広島大学名誉教授
- 亀野淳 - 教育学。北海道大学教授
- 岡秀夫 - 英語教育学。東京大学名誉教授
- 渡辺春美 - 国語教育学。高知大学名誉教授
- 宮脇陽三 - 教育学。佛教大学名誉教授
- 押谷由夫 - 教育学。昭和女子大学教授、小さな親切運動本部顧問
- 児玉善仁 - 教育学。帝京大学名誉教授
- 亀野淳 - 教育学。北海道大学教授（経済学部卒）
- 柳瀬陽介 - 教育学。京都大学教授
- 山名淳 - 教育学。東京大学教授
- 結城忠 - 教育学。元国立教育政策研究所総括研究官、元日本教育行政学会会長(政経学部卒)
- 加治佐哲也 ｰ 教育学、兵庫教育大学学長、日本教職大学院協会会長、中央教育審議会委員
- 平田嘉三 ｰ 教育学、広島大学名誉教授
- 中野重人 - 教育学、元国立教育研究所教科教育研究部長

#### 哲学・思想
- 高畑常信 - 中国哲学。書道家。元東京学芸大学教授
- 平石善司 - 哲学。同志社大学名誉教授
- ビルギット・ケルナー - 仏教学。ハイデルベルク大学名誉教授、国際仏教学会（IABS）会長
- 河野眞 - 倫理学。広島大学名誉教授
- 行安茂 - 倫理学。岡山大学名誉教授
- 田口正治 (思想史家) - 大分大学名誉教授、日本思想
- 坪井雅史 - 倫理学、神奈川大学教授
- 手代木陽 - 哲学、神戸市立工業高専教授

#### 文学
- 金子金治郎 - 国文学。広島大学名誉教授、日本学士院賞
- 岩井茂樹 - 日本文化学。大阪大学教授
- 尾川正二 - 国文学。作家。元関西学院大学教授。第1回大宅壮一ノンフィクション賞受賞。
- 吉田弘重 - アメリカ文学。広島大学名誉教授
- 中内正夫 ｰ 英文学、元創価大学教授
- 伊井春樹 - 国文学。大阪大学名誉教授、元国文学研究資料館館長、逸翁美術館館長、日本古典文学会賞
- 越智道雄 - 英文学。翻訳家、明治大学名誉教授、産経児童出版文化賞
- 尾西康充 - 日本近代文学。三重大学教授
- 香田芳樹 - 独文学。慶應義塾大学教授
- 高市順一郎 - 英米文学。桜美林大学名誉教授（文学博士）
- 田中貴子 - 国文学。甲南大学教授、サントリー学芸賞
- 横山昭正 - フランス文学。広島女学院大学名誉教授
- 原野昇 - フラン文学、広島大学名誉教授、国際動物叙事詩学会名誉会長
- 伊藤詔子 - アメリカ文学。広島大学名誉教授、元日本アメリカ文学会副会長
- 稲田利徳 - 国文学。岡山大学名誉教授、角川源義賞
- 中本環 - 国文学。熊本大学教授
- 近藤恒一 - イタリア文学。東京学芸大学名誉教授、マルコ・ポーロ賞
- 五十嵐美智 - 英文学。元金城学院大学教授
- 赤松美和子  - 台湾文学。大妻女子大学准教授
- 増本浩子 - ドイツ文学。神戸大学教授
- 新田玲子 - アメリカ文学、広島大学教授
- 長谷川滋成 - 漢文学、広島大学名誉教授
- 衣川賢次 - 中国文学、花園大学教授

#### 言語学
- エカテリナ・アルシャフスカヤ - 言語学。静岡県立大学言語コミュニケーション研究センター特任講師
- 今石元久 - 方言学。元県立広島大学名誉教授
- 甲斐睦朗 - 国語学。元国立国語研究所所長
- 久屋孝夫 - 社会言語学。西南学院大学教授
- 澤田治美 - 言語学。関西外国語大学教授
- 来田隆 - 国語学。京都教育大学名誉教授
- 上野智子 - 方言学。高知大学教授
- 西嶋義憲 - 言語学、金沢大学教授

#### 歴史学
- 貴志俊彦 - 歴史学。京都大学教授、東京大学大学院情報学環客員教授
- 藤本清二郎ｰ 日本史。和歌山大学名誉教授
- 西内雅 - 歴史学。元総力戦研究所教官
- 舟越康寿 - 歴史学。元横浜市立大学教授
- 秋田茂 - 西洋史。大阪大学教授、紫綬褒章、大平正芳記念賞、読売・吉野作造賞
- 鹿毛敏夫 - 日本史。名古屋学院大学教授、福田清人賞
- 高橋啓 - 歴史学。元鳴門教育大学学長
- 谷口澄夫 - 日本史。岡山大学第7代学長。兵庫教育大学初代学長(1978-86)。岡山県名誉県民
- 田中泉 - 歴史学。広島経済大学教授
- 木本浩一 - 歴史学。関西学院大学教授
- 吉村豊雄 - 日本近世史。熊本大学名誉教授
- 外山幹夫 - 日本史、元県立長崎シーボルト大学教授
- 豊田浩志 - 西洋史、上智大学名誉教授

#### 考古学
- 山本直人 - 縄文期を専門、名古屋大学教授。
- 藤尾慎一郎 - 考古学、国立歴史民俗博物館副館長・教授、総合研究大学院大学教授

#### 地理学
- 熊原康博 - 自然地理学。広島大学准教授
- 高橋春成 - 生物地理学、環境地理学。奈良大学教授
- 堀信行 - 地理学。東京都立大学名誉教授
- 森川洋 - 地理学。広島大学名誉教授

#### 人類学
- 岡田浩樹 - 文化人類学。神戸大学教授（文学博士）
- 関根久雄 - 文化人類学。筑波大学教授
- 吉岡郁夫 - 人類学。元愛知学院大学教授

#### 心理学
- 青野篤子 - 心理学。福山大学教授（心理学博士）
- 漁田武雄 - 認知心理学。静岡大学名誉教授
- 岡路市郎 - 心理学。元北海道教育大学学長
- 河原純一郎 - 認知心理学。北海道大学教授、日本学術会議会員
- 小泉令三 - 教育心理学。福岡教育大学教授（心理学博士）
- 坂田省吾 - 心理学、広島大学名誉教授、元国際比較心理学会（英語版）（ISCP）会長、日本学術会議会員
- 杉若弘子 - 臨床心理学。同志社大学教授
- 橋本優花里 - 臨床心理学。長崎県立大学副学長
- 三宅幹子 - 発達心理学、教育心理学。福山大学准教授
- 宮下一博 - 臨床心理学。千葉大学教授

#### 社会科学
- 井川一宏 - 経済学。元神戸大学経済経営研究所長、元日本国際経済学会会長、元ハワイ大学客員教授
- 池本清 - 経済学。元神戸大学名誉教授
- 石阪督規 - 社会学、地域社会学。埼玉大学教授
- 大城肇 - 経済学。琉球大学第16代学長
- 小川富之 - 法学。近畿大学教授
- 木原一郎 - エリアマネジメント。広島修道大学准教授
- 児玉克哉 - 地域社会学、平和研究。三重大学教授、国際社会科学協議会副会長
- 児玉正憲 - 経済工学、数理統計学。九州大学名誉教授、元広島修道大学学長、日本生産管理学会会長
- 阪本昌成 - 憲法学者。弁護士。立教大学教授、元九州大学教授
- 下森定 - 民法。元法政大学総長
- 竹内憲司 - 経済学。京都大学教授
- 中西訓嗣 - 経済学。元神戸大学経済学部長、元日本国際経済学会会長、神戸大学経済経営学会会長
- 西治辰雄 - 統計学。関西学院大学第9代学長、名誉教授。
- 藤本義彦 - アフリカ政治学。広島経済大学教授、広島アフリカ講座代表
- 藤山浩 - 中山間地域政策論。島根県中山間地域研究センター研究統括監
- 前川功一 - 計量経済学、元広島大学副学長、元日本金融・証券計量・工学学会会長、Econometric Theory Award
- 辻本勝久 - 交通経済学。和歌山大学教授
- 木村収 - 地方自治。元大阪市立大学教授
- 小林昭寛 - 知的財産学者、元特許庁審判部首席審査長・審査第一部長、大阪工業大学教授、元東京大学客員教授
- 奥薗秀樹 - 政治学、静岡県立大学教授
- 石阪督規 - 社会学、埼玉大学教授

#### 理学系・天文学
- 安倍博之 - 物理学。早稲田大学教授。
- アレクサンドレ・レジャヴァ - 生物学。シンガポール遺伝子研究所シニアグループリーダー。
- 井鷺裕司 - 植物学。京都大学教授。
- 上床美也 - 物理学。東京大学教授、元日本高圧力学会会長。
- 佐藤謙 - 生態学。北海学園大学名誉教授
- 西治辰雄 - 統計学。元関西学院大学学長。
- 沢田昭二 - 素粒子物理学。名古屋大学名誉教授
- 伊藤秀三 - 植物生態学。長崎大学名誉教授。自然環境功労者環境大臣表彰。
- 江沢康生 - 物理学。愛媛大学教授。
- 片田元己 - 無機化学。東京都立大学教授。
- 佐藤井岐雄 - 生物学。元広島文理大教授
- 杉山直 - 宇宙論。名古屋大学総長。元京都大学助教授。西宮湯川記念賞受賞。
- 高田純 - 放射線物理学。札幌医科大学名誉教授。
- 竹安邦夫 - 生物学者。京都大学名誉教授。
- 本郷次雄 - 菌類学。滋賀大学名誉教授。元滋賀大学教育学部附属小学校長、元日本菌学会会長。南方熊楠賞。
- 光易恒 - 応用物理学、海洋波の研究。九州大学名誉教授。元九州大学応用力学研究所所長。米国気象学会スヴェルドラップ金メダル。
- 宮脇昭 - 植物生態学者。横浜国立大学名誉教授。紫綬褒章、ブループラネット賞。
- 今堀宏三 - 生物学。元大阪大学教授。元鳴門教育大学学長。元日本生物教育学会会長。
- 石原舜三 - 地球科学。元北海道大学教授、元日本鉱山地質学会会長。
- 小出義夫 - 素粒子物理学。静岡県立大学名誉教授。
- 波田善夫 - 生物学。岡山理科大学学長
- 日比孝之 - 数学。大阪大学名誉教授、代数学賞
- 矢ヶ崎克馬 - 物理学。琉球大学名誉教授
- 高橋淑子 - 発生生物学。京都大学教授、猿橋賞
- 水野初 - 生体分析化学・質量分析。静岡県立大学准教授
- 柳田勉 - 物理学。東京大学教授、仁科記念賞
- 吉田晶樹 - 地球科学。海洋研究開発機構主任研究員
- 日比正彦 - 神経科学。名古屋大学教授
- 中野祥吾 - 酵素化学・構造生物学・計算化学・バイオインフォマティクス。静岡県立大学助教
- 柴田保彦 -生物学。元大阪市立自然史博物館館長
- 野地澄晴 ｰ 生物工学、元徳島大学学長 (理学研究科修了)
- 中尾憲一 - 宇宙物理学者、大阪公立大学教授（理学研究科修了）

#### 工学系・情報学
- 勝矢光昭 - 情報科学。静岡県立大学名誉教授（理学博士）。
- 添田喬 - 情報工学、機械工学。元徳島大学学長。倉敷芸術科学大学学長。元徳島文理大学学長。元日本学術会議会員。
- 梶山博司 - 機械工学。徳島文理大学学長。
- 東條英昭 - 遺伝子工学。東京大学名誉教授。
- 長町三生 - 人間工学。広島大学名誉教授、元呉工業高等専門学校長、山口福祉文化大学副学長（文学博士）
- 永村和照 - 機械工学、トライボロジー。広島大学名誉教授。元日本機械学会機素潤滑設計部門長。
- 西田友是 - 情報工学。東京大学名誉教授。クーンズ賞受賞。コンピュータグラフィクス（CG）研究における世界的なパイオニアの一人。
- 野坂正隆 - 機械工学。元東京大学教授、元宇宙航空研究開発機構ロケットエンジン研究開発センター長、IHI技術顧問。
- 羽藤英二 - 都市工学。東京大学教授。計画・交通研究会会長。グッドデザイン賞。
- 松坂修二 - 化学工学。京都大学教授。
- 松村潔 - バイオインフォマティクス。大阪工業大学教授。
- 村上定義 - 原子力工学。京都大学教授。プラズマ・核融合学会賞。
- 塚野路哉 - 建築工学。広島女学院大学准教授
- 浪平博人 - 管理工学、元大妻女子大学教授
- 久保幹 - 生物工学、立命館大学教授
- 吉村勉 - 電気工学、大阪工業大学教授

#### 農学・水産学
- 熊井英水 - 水産増殖学。学校法人近畿大学理事、近畿大学水産研究所所長、日本水産増殖学会会長。（農学博士）
- 西渕光昭 - 細菌学。京都大学名誉教授。日本熱帯医学会賞。

#### 医学・歯学・薬学
- 浅海淳一 - 歯科放射線学、岡山大学教授、日本歯科放射線学会理事長
- 尼子四郎 - 「医学中央雑誌」創刊、情報サービス嚆矢
- 太田篤志 - 作業療法士、元姫路獨協大学教授
- 菊地博達 - 麻酔科学、埼玉医科大学教授
- 佐藤裕二 - 高齢者歯科学、昭和大学教授
- 高田隆 - 口腔病理学、元広島大学副学長、第16代広島大学歯学部長、周南公立大学理事長兼学長、徳山大学学長、日本口腔病理学会理事長
- 西浦博 - 保健学博士、京都大学教授（通称：8割おじさん）
- 野間昭典 - 生理学、京都大学名誉教授、立命館大学教授
- 三保浩一郎 - 歯科医師、、筋萎縮性側索硬化症（ALS)患者
- 三宅洋一郎 - 口腔細菌学、徳島大学副理事・教授
- 矢谷博文 - 歯科補綴学、大阪大学教授
- 山根寛 - 作業療法学、京都大学名誉教授、日本作業療法士協会副会長
- 衣笠隆幸 - 精神科医、精神分析家、元広島大学教授、元日本精神分析協会会長

#### その他
- 長田順行 - 暗号研究。元日本暗号協会会長。
- 桑原一司 - 民間学者
- 佐藤源治 - 民俗学。鶴岡市名誉市民
- 吉田信啓 - ペトログラフ研究

### 教育者
- 加計勉 - 岡山理科大学・倉敷芸術科学大学・千葉科学大学を有する学校法人加計学園、吉備国際大学・吉備国際大学短期大学部・九州保健福祉大学を有する学校法人順正学園創立者。
- 野々村直通 - 開星高等学校教諭・野球部監督・油絵画家。

### 作家・評論家・詩人
- 蓮田善明 - ロマン派系の国文学者。文芸評論家。陸軍中尉として敗戦時にマレー半島で自決。三島由紀夫の精神上の師。
- 木屋隆安 ｰ 作家、ジャーナリスト
- 秋梨惟喬 - ミステリー作家。第3回ミステリーズ!新人賞を受賞（2006年）。
- 岩川隆 - 作家。講談社ノンフィクション賞受賞（1995年）。
- 魚住直子 - 児童文学作家。講談社児童文学新人賞受賞（1995年）。
- 碓井静照 - 作家、医師
- 大下英治 - 作家
- 小山田浩子 - 芥川賞作家
- 櫂末高彰 - ライトノベル作家。代表作『学校の階段』。第7回『エンターブレインえんため大賞』小説部門優秀賞受賞（2005年)。
- 小久保均 - 作家
- 森福都 - 作家
- 佐々木久子 - 雑誌編集者、随筆家
- 永嶋恵美 - 作家。第4回ジャンプ小説・ノンフィクション大賞受賞（1994年）。
- 山崎哲 - 劇作家。岸田国士戯曲賞受賞（1981年）、紀伊國屋演劇賞受賞（1987年）。
- 安田峰俊 - ノンフィクション作家
- 図子慧 - SF作家
- 若杉慧 - 作家
- 高市順一郎 - 詩人
- 江代充 ｰ 詩人
- 黒岩隆 - 医師、詩人、三好達治賞

### 芸術家・建築家
- 永田周太郎 - 美術デザイナー（建築学博士）
- 吉田豊 - 建築家、広島工業大学非常勤講師

### 音楽
- 坂田明 - ジャズ・サキソフォニスト
- 藤岡宣男 - 声楽家
- 鶴岡陽太 - 音響監督
- 古城康行 - 作曲家

### 芸能
- いまおかゆう子 - パーソナリティ
- 喜安浩平 - 俳優、声優、脚本家
- 田中卓志（アンガールズ） - お笑いタレント
- 遊川和彦 - 脚本家
- 迫田孝也 - 俳優
- 轟謙二 - 俳優
- 荒木太朗 - 劇団主宰、脚本家
- 賀山祐介 - ミュージカル俳優
- 藤宮あさひ - 俳優

### 漫画家
- こうの史代 - 第8回文化庁メディア芸術祭マンガ部門大賞受賞。第9回手塚治虫文化賞新生賞受賞。代表作『夕凪の街 桜の国』『この世界の片隅に』（共に漫画アクション／双葉社）
- 小坂俊史 - 代表作『せんせいになれません』（まんがくらぶ／竹書房）『中央モノローグ線』（まんがライフオリジナル／竹書房）
- 新谷明弘
- とだ勝之 - 代表作『あきら翔ぶ!!』（月刊少年マガジン）、『DANDANだんく!』（コミックボンボン）、『Mr.釣りどれん』（月刊少年マガジン）。
- 能田達規 - 代表作『おまかせ! ピース電器店』（週刊少年チャンピオン）
- 森繁拓真 - 代表作『アイホシモドキ』（週刊少年チャンピオン）、『となりの関くん』（コミックフラッパー）
- 杜野亜希 - 代表作『神林&キリカシリーズ』（別冊花とゆめ）、『屍活師 女王の法医学』（BE・LOVE）
- 村岡ユウ - 代表作『馬鹿者のすべて』（週刊ヤングジャンプ）
- 新久千映 - 代表作『ワカコ酒』

### スポーツ
- 青戸あかね - ハンドボール選手
- 坂口泰 - マラソン選手、指導者
- 野口彩佳 - プレミアリーグ (バレーボール)バレーボールチーム「岡山シーガルズ」の選手
- 増野彰 -  Vリーグ男子バレーボールチーム「堺ブレイザーズ」のリベロ
- 村上一樹 - サッカー選手
- 藤井裕子 - 柔道家、ブラジルナショナルチーム指導者、元イギリスナショナルチーム指導者
- 高木裕史 - プロボクサー、森岡ボクシングジム所属。
- 久保祥次 - 元プロ野球選手、広島東洋カープなどに所属。
- 野村謙二郎 - 元プロ野球選手、野球解説者、日本プロ野球名球会理事、広島大学スポーツセンター客員教授 (大学院教育学研究科修了)
- 齋原みず稀 - サッカー選手
- 岡崎修司 - 元バスケットボール選手

### メディア
- 飯田紀久夫 - NHKアナウンサー
- 磯野恭子 - 元山口放送アナウンサー、テレビディレクター
- 岡崎典子 - 元日本海テレビアナウンサー
- 小沢典子 - 岐阜放送アナウンサー、元NHK山口放送局キャスター、元山陽放送アナウンサー
- 甲斐田貴之 － フリーアナウンサー、元エフエム山陰アナウンサー
- 加藤進 - 元広島テレビ放送アナウンサー、現在はフリーアナウンサー
- 河村綾奈 - 元中国放送アナウンサー
- 久保田夏菜 - 元テレビ愛媛アナウンサー、元中国放送アナウンサー、現在はフリーアナウンサー
- 斉藤寿朗 - NHKアナウンサー
- 桜井弘規 - 元中国放送アナウンサー
- 塩屋紀克 - NHKアナウンサー
- 清永聡 - NHK解説委員・元記者
- 新宅冨士夫 - 元広島テレビ放送アナウンサー、三次ケーブルビジョン社長
- 鈴木肇 - 元NHKディレクター
- 住吉香音 - 元熊本朝日放送アナウンサー
- 高曽根里恵 - 元テレビ高知アナウンサー、現在はフリーアナウンサー
- 田坂るり - 元広島テレビ放送アナウンサー
- 棚田徹 - 元テレビ新広島アナウンサー、現在は2022年4月からフリーアナウンサー
- 山根収 - 山陰中央テレビアナウンサー
- 土井敏邦 - フリージャーナリスト。パレスチナ、タイ、イラク、米国、イスラエルなどで取材。日本ビジュアル・ジャーナリスト協会会員。
- 中野和也 - スポーツライター
- 西名みずほ - 広島テレビ放送アナウンサー
- 畠山大志 - 元NHKアナウンサー
- 比留木剛史 - NHKアナウンサー
- 藤代裕之 - ブロガー、ジャーナリスト、法政大学准教授
- 堀川惠子 - ノンフィクション作家、ドキュメンタリー作家
- 間世田桜子 - 鹿児島讀賣テレビアナウンサー
- 安田峰俊 - ノンフィクション作家
- 山下奈緒美 - 元RKB毎日放送アナウンサー（元アナウンス部長）
- 山根孝文 - 元岡山シティエフエムアナウンサー

### その他
- 丸田智子 - 映像バイヤー
- 南利幸 - 気象予報士
- 行武正刀 - 医師。毒ガス障害患者の治療。
- 仁井谷正充 - ゲームクリエーター
- 本村洋  - 全国犯罪被害者の会設立。
- 大田英雄 - 平和活動家
- 関口幸男 - 翻訳家
- 小西さやか - コスメコンシェルジュ、タレント
- 櫻井秀樹-元プロ雀士
- 河野美代子 - 医師、社会活動
- 長澤靖 - 挿絵画家、陶芸家
- 中村佳子 - フランス語翻訳
- 福岡奈織 - 平和活動家
- まんぼう ｰ パフォーマー、マジシャン
- 山根尚子 - 雑誌編集者

## 博士号取得者
- 天坂格郎 - 工学。青山学院大学名誉教授、元オペレーションズマネジメント＆ストラテジー学会会長
- 桃木至朗 - 歴史学。大阪大学教授
- 加藤理文 - 城郭研究。日本城郭協会理事
- 金子孝夫 - 工学。早稲田大学教授